# ららぽーと堺
ららぽーと堺（ららぽーとさかい）は、大阪府堺市美原区黒山にある、三井不動産商業マネジメントが経営するショッピングセンターである。

## 概要
2022年（令和4年）11月8日にオープンした。国内では18番目、関西ではららぽーと守山（本施設開業前の2014年10月に運営会社変更のため「モリーブ」に改称）、ららぽーと甲子園、ららぽーと和泉、ららぽーとEXPOCITYに次ぎ5番目（「ららぽーと」ブランドで現存では4番目）のららぽーとの施設となる。
店舗数は、堺市初出店97店（うち関西初出店33店）を含む全212店になる。年商目標は320億円。

## 歴史

### 年表
2021年（令和3年）
- 5月11日 - 建築工事に着工したことを発表[7]。

2022年（令和4年）
- 6月1日 - 名称が「三井ショッピングパーク ららぽーと堺」に決まったことを、2022年11月に開業予定であることを発表[8]。
- 11月4日 - 報道関係者向けの内覧会を開催[4]。
- 11月8日 - グランドオープン。

## 主な施設・店舗

### 1階
- くら寿司
- ロピア
- TSUTAYA
- マクドナルド
- マツモトキヨシ
- ミスタードーナツ
- カメラのキタムラ
- スターバックス
- ベルーナ
- メガネスーパー
- 上島珈琲店
- 青木松風庵

他

### 2階
- COACH
- GU
- H&M
- JINS
- スーパースポーツゼビオ
- ムラサキスポーツ
- ナムコランド
- ユニクロ
- ライトオン

他

### 3階
- ABCマート
- たこ焼道楽わなか
- どうとんぼり神座
- アカチャンホンポ
- ケンタッキー・フライド・チキン
- サンマルクカフェ
- サーティワンアイスクリーム
- ソフトバンク・ワイモバイル
- Zoff
- 大創産業
- フルタ製菓直売店～ふるたす
- ヤマダ電機
- 島村楽器
- 関西みらい銀行

他

## アクセス
- 近鉄南大阪線河内松原駅、南海高野線初芝駅、Osaka_Metro御堂筋線新金岡駅よりバスを利用[9]。

## 周辺
- 堺市立美原中学校
- 大阪府立美原高等学校
- 美原区役所[4]
- 国道309号[3]